# نيك أوليج
نيك أوليج (بالهولندية: Nick Olij)‏ (1 أغسطس 1995 بهارلم في هولندا - ) هو لاعب كرة قدم هولندي في مركز حراسة المرمى. شارك مع منتخب هولندا تحت 17 سنة لكرة القدم ومنتخب هولندا تحت 19 سنة لكرة القدم. أما مع النوادي، فقد لعب مع إي زد ألكمار.

## روابط خارجية
- نيك أوليج على موقع الاتحاد الأوربي (الإنجليزية)
- نيك أوليج على موقع قاعدة بيانات كرة القدم.إي يو (الإنجليزية)
- نيك أوليج على موقع Soccerway.com (الإنجليزية)
- نيك أوليج على موقع عالم كرة القدم.نت (الإنجليزية)
- نيك أوليج على موقع AS.com (الإسبانية)